# Jean Millington
Jean Millington (ur. 25 maja 1949 roku) – amerykańska gitarzystka basowa, kompozytorka i autorka tekstów muzycznych pochodzenia filipińskiego. Najbardziej znana jako współzałożycielka i basistka żeńskiego zespołu Fanny. Pod koniec lat siedemdziesiątych XX wieku Jean wyszła za mąż za gitarzystę Davida Bowiego, Earla Slicka. Razem wychowali syna, Lee Madeloni.